# White Hills
White Hills és una formació de space rock en actiu des de mitjans de la dècada dels 2000 i amb una discografia que suma més de mitja dotzena de referències. Dave W. i Ego Sensation han situat el seu projecte White Hills a l'avantguarda de la psicodèlia pesada i el space rock amb seu a Nova York. Instal·lats a Thrill Jockey i amb un currículum on destaquen gires al costat de Sleepy Sun, The Flaming Lips o Mudhoney, els de Nova York basen el seu so en monolítics riffs de guitarra que s'acaben transformant en suggestius mantres elèctrics. Per la gravació del seu últim treball, “So You Are... So You'll Be”, la formació ha comptat amb l'ajuda de Martin Bisi (Swans, Sonic Youth).

## Discografia
Àlbums
- They've Got Blood Like We've Got Blood (Fuck Off And Di / Head Heritage, 2005)
- Koko (White Hills, 2006)
- Glitter Glamour Atrocity (White Hills, 2007)
- Abstractions and Mutations (White Hills, 2007 / Thrill Jockey, 2009 / Immune, 2012)
- Heads on Fire (Rocket, 2007)
- A Little Bliss Forever (Drug Space, 2008)
- Oddity... A Look at How the Collective Mind Works (Drug Space, 2010)
- White Hills (Thrill Jockey, 2010)
- H-p1(Thrill Jockey, 2011)
- Live at Roadburn 2011 (Roadburn, 2011)
- Oddity III: Basic Information (Drug Space, 2012)
- Frying on This Rock (Thrill Jockey, 2012)
- So You Are... So You'll Be (Thrill Jockey, 2013)
- Walks For Motorists (Thrill Jockey, 2015)

EPs
- No Game to Play (White Hills, 2006)
- No Kind Ending, Vol. 2 (White Hills, 2008)
- Dead (Thrill Jockey, 2009)
- Stolen Stars Left for No One (Thrill Jockey, 2010)
- Black Valleys (Aquarius, 2011)

Senzills
- "Measured Energy" (7") (Trensmat, 2011)

Reculls
- Oddity II: Night Scene on Mill Mountain (Drug Space, 2010)